# Guérison à la piscine de Béthesda
La Guérison à la piscine de Béthesda est un miracle attribué à Jésus-Christ, qui guérit un paralytique à la piscine de Bethesda. Il est cité dans l'Évangile selon Jean. Il se veut créateur de foi, mais aussi le symbole du Christ venu relever l'humanité pécheresse.

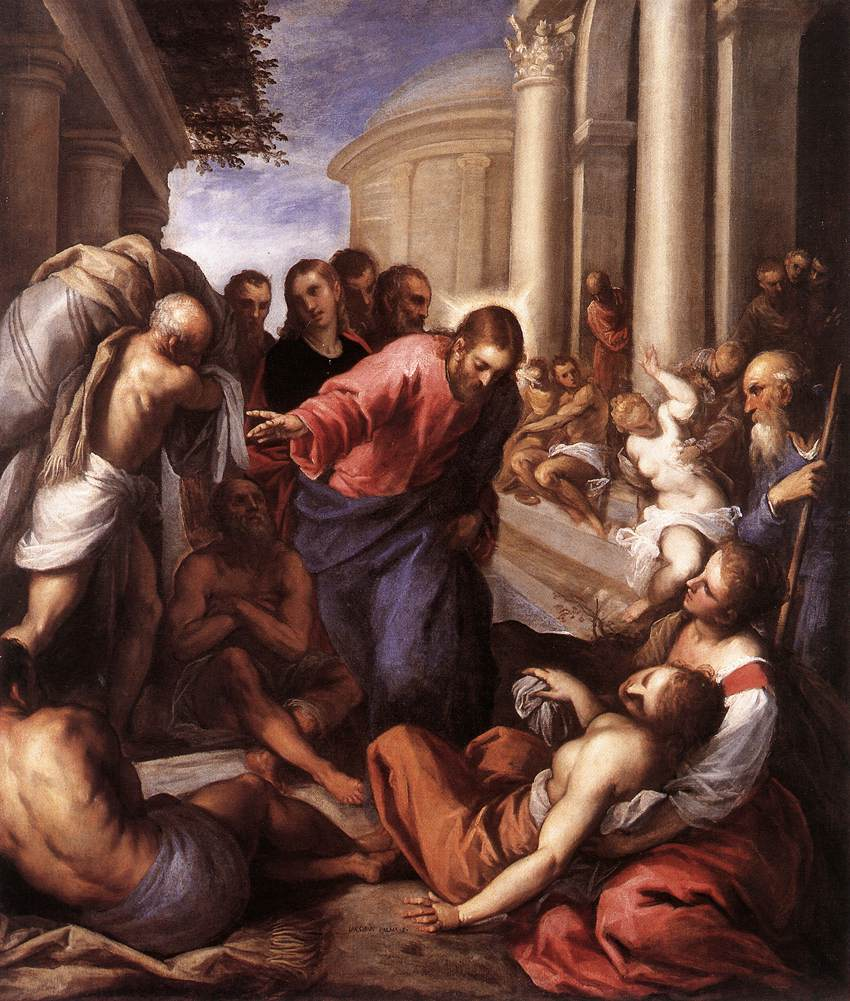
Le Christ soignant le paralytique à Béthesda, par Palma il Giovane, 1592.

## Texte
Évangile selon Jean, chapitre 5, versets 1 à 18 :
« Après cela, il y eut une fête des Juifs, et Jésus monta à Jérusalem. Or, à Jérusalem, près de la porte des brebis, il y a une piscine qui s'appelle en hébreu Béthesda, et qui a cinq portiques. Sous ces portiques étaient couchés en grand nombre des malades, des aveugles, des boiteux, des paralytiques, qui attendaient le mouvement de l'eau ; car un ange descendait de temps en temps dans la piscine, et agitait l'eau ; et celui qui y descendait le premier après que l'eau avait été agitée était guéri, quelle que fût sa maladie. Là se trouvait un homme malade depuis trente-huit ans. Jésus, l'ayant vu couché, et sachant qu'il était malade depuis longtemps, lui dit : Veux-tu être guéri ? Le malade lui répondit : Seigneur, je n'ai personne pour me jeter dans la piscine quand l'eau est agitée, et, pendant que j'y vais, un autre descend avant moi. Lève-toi, lui dit Jésus, prends ton lit, et marche. Aussitôt cet homme fut guéri ; il prit son lit, et marcha. C'était un jour de sabbat. Les Juifs dirent donc à celui qui avait été guéri : C'est le sabbat; il ne t'est pas permis d'emporter ton lit. Il leur répondit : Celui qui m'a guéri m'a dit : Prends ton lit, et marche. Ils lui demandèrent: Qui est l'homme qui t'a dit : Prends ton lit, et marche? Mais celui qui avait été guéri ne savait pas qui c'était ; car Jésus avait disparu de la foule qui était en ce lieu. Depuis, Jésus le trouva dans le temple, et lui dit : Voici, tu as été guéri ; ne pèche plus, de peur qu'il ne t'arrive quelque chose de pire. Cet homme s'en alla, et annonça aux Juifs que c'était Jésus qui l'avait guéri. C'est pourquoi les Juifs poursuivaient Jésus, parce qu'il faisait ces choses le jour du sabbat. Mais Jésus leur répondit : Mon Père agit jusqu'à présent ; moi aussi, j'agis. À cause de cela, les Juifs cherchaient encore plus à le faire mourir, non seulement parce qu'il violait le sabbat, mais parce qu'il appelait Dieu son propre Père, se faisant lui-même égal à Dieu. »
Traduction d'après la Bible Louis Segond.

## Interprétation
Ce miracle parle en fait de l'humanité qui demande à l'envoyé de Dieu de rétablir son parcours hors du péché afin de pouvoir vivre en suivant les préceptes de l'Église. Ce paralysé c'est pour le Frère Dominique  toute l'humanité qui cherche son rattachement au divin, à la vie apportée par le Christ. "Lève toi ... et marche" correspond à la nouvelle aventure synonyme de fraternité que propose le Messie. C'est la conversion des humains grâce à l'eau.
Saint Jean Chrysostome écrit sur ce miracle qu'il faut savoir se réjouir du bonheur qui arrive à son prochain. Il ne faut pas suivre la voie de la colère et de la jalousie, ni de l'envie envers la prospérité de son frère. Il donne la référence de saint Paul dans sa lettre aux Romains qui dit "Réjouissez-vous avec ceux qui se réjouissent ; pleurez avec ceux qui pleurent" (Rm 12,15).

## Représentation
Sebastiano Ricci représente la scène dans La Piscine de Bethesda vers 1724. Ce tableau est conservé par la Royal Collection et loué à Osterley Park.